# Рузбех-хан Исфахани
Абу-л-Хайр Фазлаллах (Фазлуллах) б. Рузбихан (Рузбехан) ал-Хуинжи ал-Исфахани ал-Амини (перс. روزبهخان اصفهانی‎; 1457 — 1521) — средневековый персидский учёный-историк, факих и поэт. Известен как учёный, который достаточно подробно освещал и писал о истории Государства Ак-Коюнлу, Государства Тимуридов и Государства Шейбанидов. По вероисповеданию суннит, сторонник Шейбанидов.

## Биография
Фазлуллах ибн Рузбех-хан родился в 1457 году в селе Хунджи́, вблизи города Шираз, который тогда находился на территории Государства Ак-Коюнлу. Его отцом являлся видный исламский богослов и факих — Джамалиддин Рузбех-хан, из исфаханской знати, позднее переселившийся в Тебриз. Фазлуллах ибн Рузбеххан в детстве и в подростковом возрасте учился в медресе Шираза и Исфахана. Во время учёбы в Исфахане принял нисбу этого города, и впоследствии был известен как Рузбех-хан Исфахани. В 1474 году, в 17-летнем возрасте уехал в Хиджаз и стал учиться в медресе Мекки. После этого учился в Медине. В 1482 году учился в Каире. С молодости начал писать стихи на персидском языке.
После окончания учёбы переехал в Тебриз, где являлся одним из придворных при Султане Якубе. После смерти Султана Якуба в 1490 году, его место занял Байсангур бин Якуб, и Рузбех-хан продолжал служить во дворце Ак-Коюнлу. Позднее переехал в Герат, в Государство Тимуридов, где стал одним из придворных при Хусейне Байкара. Через много лет переехал в Бухару, став одним из придворных при Убайдулла-хане, в Государстве Шейбанидов. Последние годы своей жизни провёл в Кармане и Бухаре. Бывал и в других городах Мавераннахра и Хорасана, в том числе в Самарканде, Нахшабе, Мешхеде. Умер в 1521 в Бухаре, похоронен предположительно там же.

## Творчество
Рузбех-хан Эсфахани является автором многочисленных стихов, автором книг и трудов по исламскому богословию, а также по истории.
Одним из известных его трудов является персоязычная историческая книга «Мехмонномаи Бухоро»/«Михман-наме-и Бухара» (Записки бухарского гостя), которую он написал в 1509 году. Эта книга считается одним из немногих источников, где рассказывается о истории и положении дел в Мавераннахре во второй половине XV века и начала XVI века. Книга состоит из 59 глав, а также предисловия и заключения автора, и полностью написана на персидском языке.
Книга описывает поход зимой 1508—1509 годов узбекского хана Мухаммеда Шейбани против казахских ханов Бурундука и Касима, в котором сам автор принимал участие. Поход был ответом на нападения в 1503—1507 гг. кочевников-казахов на оседлое население Мавераннахра. Автор описывает причинённый казахам ущерб, разорение их улусов, захват пленников и скота. Работу свою автор начал ещё до похода и закончил в сентябре 1509 года в Герате. В книге много сведений хозяйственного, экономического характера, географические сведения о городах на Сыр-Дарье. Язык трактата труден и изобилует «украшательствами». Перевод издан В. П. Джалиловой. Одна из рукописей трактата принадлежит АН Узбекистана, другая находится в Стамбуле в мечети Нур-и Османийэ.
Оставил сведения о политической обстановке того периода, когда между собой враждовали и соперничали Ак-Коюнлу, Тимуриды и Шейбаниды, а также сведения о происхождении и биографии узбекских и казахских ханов и правителей, этническом составе Мавераннахра, о его культуре и обычаях. Достаточно подробно освещал узбекских и казахских правителей и историю Дешти-Кипчака, в том числе о Бурундук-хане, Джаныш Султане и Ахмет Султане.
Среди работ «Тарих-и аламара-йи Амини» об истории правления Султана Ягуба Ак-Коюнлу и «Сулук ал-мулук» — политический трактат, написанный для Убайдулла-хана.